# Emil Nietlispach

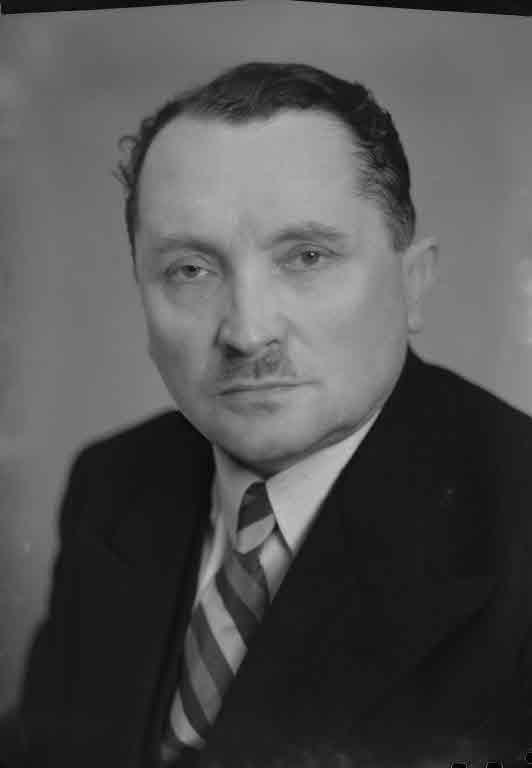
Emil Nietlispach (1940)

Emil Nietlispach  (* 20. Februar 1887 in Beinwil; † 22. Juli 1962 in Luzern) war ein Schweizer Politiker (Konservative Volkspartei) und Bundesrichter.

## Biografie
Der Sohn von Jakob Nietlispach besuchte das Gymnasium in Schwyz. Danach studierte er Rechtswissenschaften an den Universitäten Bern, Berlin und Paris. Nietlispach war Mitglied des Schweizerischen Studentenvereins. Die Studien schloss er mit dem Doktortitel der Universität Bern ab. Anschliessend arbeitete er als Gerichtsschreiber in Lenzburg, bevor er 1915 sein eigenes Anwaltsbüro in Wohlen eröffnete.
Nietlispach war von 1916 bis 1942 Mitglied des Grossen Rates des Kantons Aargau, den er 1921/22 präsidierte. Von 1922 bis 1942 war er auch Nationalrat; 1940/41 war er Nationalratspräsident, 1940–1942 Präsident der katholischen Konservativen Fraktion sowie Präsident der während des Zweiten Weltkriegs wichtigen Vollmachtenkommission des Nationalrates. Von 1935 bis 1940 präsidierte er die Konservative Volkspartei. In dieser Funktion votierte er auch an der Sitzung am 28. August 1939 zur Wahl des Generals und Erteilung der Vollmachten an den Bundesrat.
Von 1942 bis 1959 war er Richter am Eidgenössischen Versicherungsgericht, 1950/51 sowie 1958/59 Präsident des Versicherungsgerichts.
Nietlispach gilt als Initiator des katholischen Bauernbundes, 1924 war er Mitbegründer des Freiämter Bauernbundes in Muri (AG). 1925 war er Mitbegründer des Aargauer katholischen Bauernbundes. Weiter setzte sich Nietlispach für die Volksrechte, für eine Reform und Rationalisierung des Parlamentsbetriebs sowie für gesunde Bundesfinanzen ein.